# Alain Chevallier
Ne doit pas être confondu avec Alain Chevallier (bande dessinée).
Alain Étienne Chevallier né le 12 septembre 1940 à Genève et mort le 9 octobre 1999 à Courbevoie) est un comédien suisse.

## Biographie
Alain Chevallier est fils d'un pasteur à Genève. Il a fait ses études au Conservatoire de Genève, puis par l'Ecole Supérieure d'Art Dramatique de Strasbourg.
Il a tourné pour la télévision plusieurs feuilletons (Le chirurgien de Saint-Chad, Marc et Sophie, Lune de miel, etc.), mais fut aussi animateur à la Télévision Suisse Romande.
Au théâtre, il a joué aux côtés de Jean Marais et d'Edwige Feuillère dans La Maison du Lac et avec Michel Galabru dans Le bourgeois gentilhomme
Alain Chevallier se révélait également dans les spectacles qu'il produisait lui-même : Le roi de Sodome de Fernando Arrabal, Série blême de Boris Vian, Deux Suisses au-dessus de tout soupçon (plus de 1 500 représentations à Paris), Le livre de ma mère d'Albert Cohen ou encore San-Antonio entre en scène de Frédéric Dard.
Il est mort prématurément en 1999 à l'âge de 59 ans d'une crise cardiaque en faisant du sport.

## Filmographie

### Cinéma
- 1962 : Une femme aux abois de Max Pécas
- 1968 : Bye bye, Barbara de Michel Deville : Inspecteur Darjot
- 1969 : Vivre ou des fusils pourquoi ? de Claude Richardet : le journaliste
- 1974 : Le Milieu du monde d'Alain Tanner
- 1977 : Autopsie d'un monstre d'André Cayatte : un speaker T.V.
- 1977 : La Communion solennelle de René Féret
- 1977 : La Septième Compagnie au clair de lune de Robert Lamoureux
- 1980 : Le Cycliste  d'Éric Morvan (court métrage)
- 1980 : Cocktail Molotov de Diane Kurys
- 1982 : Pour 100 briques t'as plus rien… d'Édouard Molinaro
- 1983 : Cap Canaille de Juliet Berto et Jean-Henri Roger : Jean-Philippe
- 1987 : Papillon du vertige de Jean-Yves Carrée : le jogger
- 1987 : Les Nouveaux Tricheurs de Michaël Schock : Hoederer
- 1989 : Les Enfants du désordre de Yannick Bellon : Vincent

### Télévision
- 1966 : Le Chevalier des Touches de Claude-Jean Bonnardot (téléfilm) : Cantilly
- 1967 : Un auteur à succès de Roland-Bernard (téléfilm)
- 1969 : Alice où es-tu ? de Paul Siegrist (série) : Antoine Metrailler
- 1970 : Le Sixième Sens de Louis Grospierre (série) : Raynal
- 1971 : Tang d'André Michel (série) : Mahuton
- 1972 : Pont dormant de Fernand Marzelle (série) : Albert Simonet
- 1972 : L'Image de Jeannette Hubert (téléfilm) : le décorateur
- 1973 : Le Temps de vivre... Le Temps d'aimer (série télévisée) : Guimet
- 1973 : Les Écrivains de Robert Guez (téléfilm) : Germain Menissey
- 1974 : Les Brigades du Tigre de Victor Vicas, épisode : Les Vautours : un journaliste
- 1974 : Le Dessous du ciel, série télévisée de Roger Gillioz : le reporter
- 1975 : Les Zingari de Robert Guez (série)
- 1975 : Pilotes de courses, série télévisée de Robert Guez : un officiel
- 1976 : Le Milliardaire, téléfilm de Robert Guez : un collaborateur de Fabre-Simmons
- 1976 : Le Chirurgien de Saint-Chad de Paul Siegrist (série) : Christophe
- 1976 : Le Village englouti de Louis Grospierre (série) : Marcel
- 1977 : Commissaire Moulin (série), épisode Petite hantise : le patron du café
- 1978 : Ces merveilleuses pierres de Paul Siegrist (série) : Patrice Lefranc
- 1980 : Marie-Cavale de Francis Fehr (téléfilm) : Jacques
- 1984 : La Vie des autres (série), épisode La Ligne de conduite : Jacques
- 1984 : Les Amours des années 50 (série), épisode Le Journal d'une bourgeoise
- 1986 : L'Entourloupe d'Édouard Logereau (téléfilm) : Henri Tramont
- 1988 : Les Cinq Dernières Minutes, épisode Fais-moi cygne de Louis Grospierre : Grégoire
- 1990 : Le Gorille (série), épisode Le Gorille compte ses abattis
- 1992 : Papa et rien d'autre de Jacques Cortal (téléfilm)
- 1995 : Quatre pour un loyer (série)
- 1995 : Nestor Burma (série), épisode Brouillard sur le pont de Tolbiac : Docteur Couderat
- 1998 : Les Cordier, juge et flic (série), épisode Rangée des voitures : le médecin

## Théâtre
- 1976 : Deux Suisses au-dessus de tout soupçon avec Fernand Berset
- 1979 : Série blême de Boris Vian, mise en scène Georges Vitaly, théâtre du Lucernaire : James Monroe
- 1986 : La Maison du lac d'Ernest Thompson, mise en scène Raymond Gérôme, Théâtre Montparnasse
- 1988 : La Dame de Bayreuth d'André Ernotte et Elliot Tiber, mise en scène Wolfram Mehring, Petit Théâtre de Paris
- 1990 : San Antonio entre en scène, monologue de Frédéric Dard, mise en scène de Bernard Haller, au Théâtre d'Edgar